# 沃爾索爾縣 (密西西比州)
沃爾索爾縣（英語：Walthall County）是美國密西西比州南部的一個縣，南鄰路易斯安那州。面積1,047平方公里。根据美國2000年人口普查，共有人口15,156人。縣治泰勒敦（Tylertown）。
成立於1910年3月16日，縣政府成立於1914年。縣名紀念美國內戰時期南方軍人、聯邦參議員愛德華·C·沃爾索爾 （Edward Cary Walthall）。